# Gentiana clausa
Gentiana clausa är en gentianaväxtart som beskrevs av Constantine Samuel Rafinesque. Gentiana clausa ingår i släktet gentianor, och familjen gentianaväxter. Inga underarter finns listade i Catalogue of Life.